# Wenona (Illinois)
Wenona ist eine City im Bundesstaat Illinois in den Vereinigten Staaten. Die Stadt liegt größtenteils im Marshall County, ein kleiner Teil von Wenona gehört zum LaSalle County. Wenona liegt 20 Kilometer Luftlinie südwestlich von Streator und 150 Kilometer südwestlich des Stadtzentrums von Chicago. Das U.S. Census Bureau hat bei der Volkszählung 2020 eine Einwohnerzahl von 974 ermittelt.

## Geschichte
Am 17. März 1875 wurde Wenona als Village inkorporiert. Im Jahr 1883 wurde die Wenona Coal Company gegründet und der Kohletagebau setzte in Wenona ein. Zwischen 1870 und 1900 verdoppelte sich die Einwohnerzahl von Wenona fast, im Jahr 1910 arbeiteten 450 Bergleute in der Kohlemine. 1925 wurde der Betrieb der Mine eingestellt. Zur Zeit des Kalten Krieges befand sich in Wenona eine Radarstation der United States Army, die zur Luftabwehr genutzt wurde. Im Jahr 1959, nach nur einem Jahr in Betrieb, wurde die Radarstation wieder abgebaut.

## Bevölkerung

### Census 2010
Beim United States Census 2010 hatte Wenona 1056 Einwohner, die sich auf 444 Haushalte und 284 Familien verteilten. 96,7 % der Einwohner waren Weiße, 0,5 % Afroamerikaner, 0,5 % amerikanische Ureinwohner, 0,4 % Asiaten; 1,3 % der Einwohner waren anderer Abstammung und 0,7 % hatten zwei oder mehr Abstammungen. Hispanics und Latinos machten 4,0 % der Gesamtbevölkerung aus. In 45,0 % der Haushalte lebten verheiratete Ehepaare, 12,8 % der Haushalte setzten sich aus alleinstehenden Frauen und 6,1 % aus alleinstehenden Männern zusammen. 32,0 % der Haushalte hatten Kinder unter 18 Jahren, die bei ihnen wohnten und in 30,0 % der Haushalte lebten Senioren über 65 Jahre.
Das Medianalter lag in Wenona im Jahr 2010 bei 37,8 Jahren. 26,1 % der Einwohner waren jünger als 18 Jahre, 8,8 % waren zwischen 18 und 24, 23,4 % zwischen 25 und 44, 24,9 % zwischen 45 und 64 und 16,8 % der Einwohner waren 65 Jahre oder älter. 48,2 % der Einwohner waren männlich und 51,8 % weiblich.

### Census 2000
Beim United States Census 2000 lebten in Wenona 1065 Einwohner in 453 Haushalten und 278 Familien. 97,65 % der Einwohner waren Weiße, 0,38 % Afroamerikaner, 0,47 % amerikanische Ureinwohner, 0,19 % Asiaten und 1,31 % waren mehrerer Abstammungen. 1,50 % der Gesamtbevölkerung waren Hispanics oder Latinos.
Zum Zeitpunkt der Volkszählung betrug das Medianeinkommen in Wenona pro Haushalt 36.711 US-Dollar und pro Familie 45.714 US-Dollar. Das durchschnittliche Pro-Kopf-Einkommen lag bei 17.951 US-Dollar. 7,8 % der Einwohner von Wenona lebten unterhalb der Armutsgrenze, davon waren 7,9 % unter 18 und 11,2 % über 65 Jahre alt.

## Infrastruktur
Die Illinois Route 17 und die Illinois Route 251 führen durch Wenona. In unmittelbarer Entfernung zum Ort besteht außerdem ein Anschluss an den Interstate 39, der Wenona mit Rockford und Bloomington verbindet.